# Keshava nama
Die Keshava nama (Sanskrit केशव नाम keśava nāma) sind 24 Namen, mit denen unter Vaishnavas der höchste Gott Vishnu bezeichnet wird.

## Etymologie

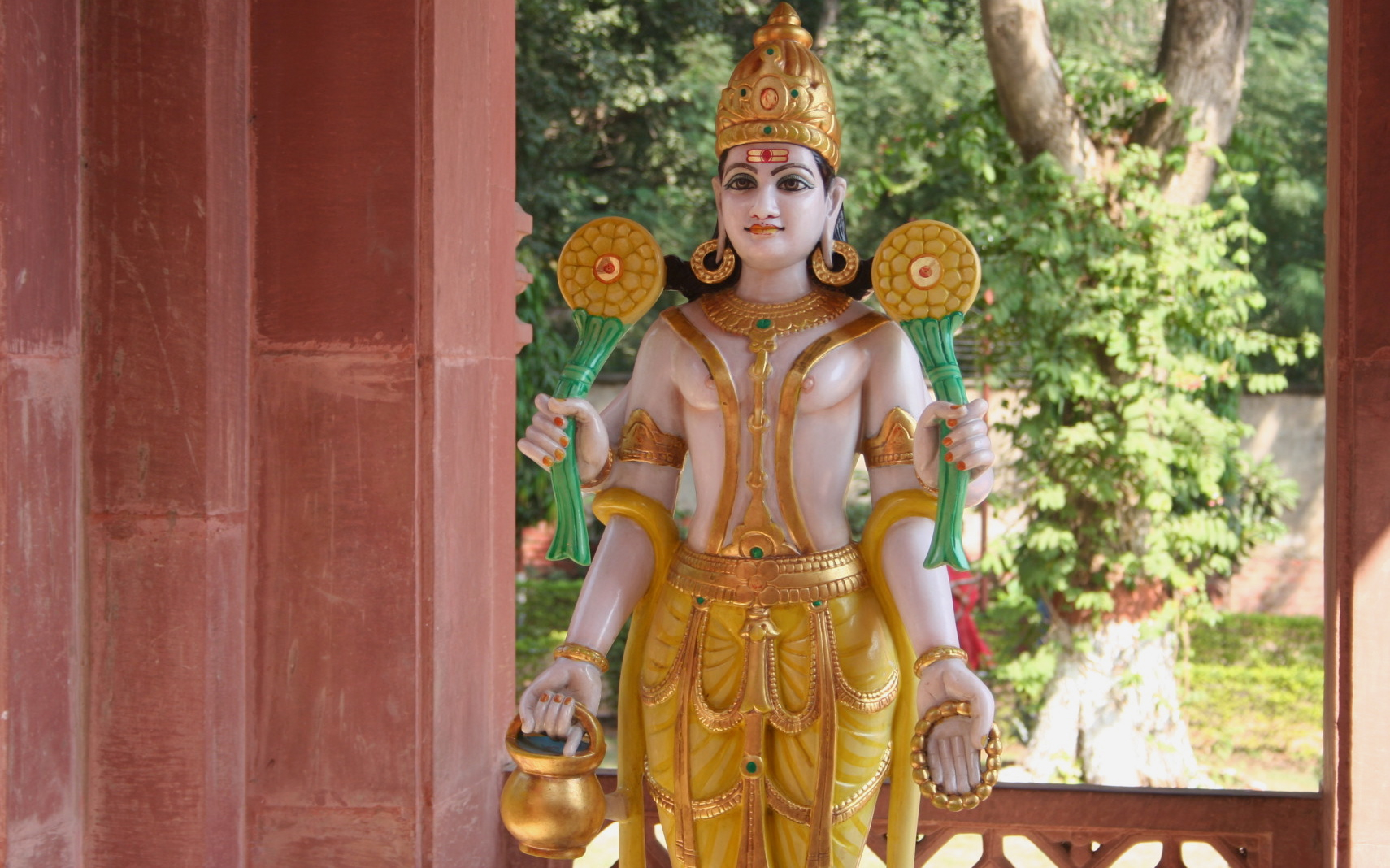
Vishnu

Keshava ist der erste Name Vishnus. Die Keshava Nama werden oft auch nur Chaturvimshati Nama (चतुर्विंशति नाम, caturviṃśati nāma) genannt. Keshava ist die Ableitung von Keshi, einem Dämon, der von Krishna getötet wurde.

## Hintergrund
Die 24 Formen Vishnus sind wahrscheinlich erstmals im Mahabharata entwickelt worden. Seine Rupa (Gestalt) und seine Formen werden erstmals im Agni-Purana, im Rupamandana und im Aparajitaprichchha erwähnt. Auch in den Vaishnava Puranas wie dem Bhagavata und dem Vishnu Purana tauchen sie auf. Die Keshava Nama waren somit bereits während der frühen Epoche des Hinduismus etabliert.

## Verwendung
Im Hinduismus sind die Keshava Nama für Vaishnava am allerheiligsten und werden zu Beginn sämtlicher vedischen Puja rezitiert und gepriesen. Beim Ritual des Achamana werden die heiligen Namen zur Reinigung des Körpers verwendet, wobei unter Rezitation gleichzeitig die verschiedenen Körperteile berührt werden. Bei Devotionen des Bhakti spielen sie ebenfalls eine große Rolle und wurden von Bhaktas wie beispielsweise Purandara Dasa hingebungsvoll gesungen. Acharnas für Vishnu sind unvollständig ohne Rezitation seiner heiligen Namen.

## Ikonographie
Die 24 heiligen Namen Vishnus werden durch aufrecht stehende Vishnustatuen repräsentiert, die seine Attribute Rad (Chakra), Schneckenhorn (Shankha), Keule (Gada) und Lotus (Padma) in je einer seiner vier Hände halten. Die 24 Statuen symbolisieren jeweils eine der sichtbaren Erscheinungen Vishnus. Sie unterscheiden sich voneinander nur in der unterschiedlichen Reihenfolge der Attribute in den vier Händen, wobei jede einzelne Statue einen eigenen Namen mit individueller Charakterisierung trägt.

## Die 24 Namen

### Keshava
Die Anordnung seiner Attribute ist (ausgehend vom rechten oberen Arm, linker oberer Arm, rechter unterer Arm, zum linken unteren Arm) Schneckenhorn, Rad, Lotus, Keule. Keshava (oder Kaishava) setzt sich aus den drei Hauptgottheiten Brahma (Schöpfung), Vishnu (Erhaltung) und Shiva (Zerstörung) zusammen (wobei K für Brahma, A für Vishnu, isha für Shiva und va für Svarupa (Form) zu stehen kommt). Er ist somit Herr über Schöpfung, Aufrechterhaltung und Auflösung des Universums. Keshava hat schönes, weiches, dichtes, schwarzes Haar (Kesha) und zieht die Lichtstrahlen innerhalb des Sonnensystems auf sich. Seine Gemahlin ist Sri, seine Hautfarbe ist golden und sein Element (Tattva) ist der Himmel bzw. der Weltraum (Akasha).

### Narayana
Die Anordnung der vier Attribute Narayanas ist Lotusblume, Keule, Schneckenhorn und Feuerrad. Sein Name leitet sich von Nara (Wasser) und Ayana (Ruhestätte) ab, weswegen der höchste Vishnu, der auf dem Ozean der Ursachen weilt, auch Narayana genannt wird. Er ist sowohl die letztliche Zuflucht (Ayana) aller Lebewesen (Nara) und residiert gleichzeitig in den individuellen Seelen (Jivas). Narayana kennt kein Makel, sondern ist in all seinen Eigenschaften (Gunas) vollständig. Nara bedeutet aber auch Mensch, weswegen Narayana als höchstes Wesen der Schutzort aller Menschen ist. Seine Gemahlin ist Lakshmi, sein Teint ist weiß und sein Element ist die gasförmige Luft (Vayu).

### Madhava
Die Anordnung der Attribute Madhavas ist Feuerrad, Schneckenhorn, Keule, Lotusblume. Er ist der Herr des Wissens und Ehemann (Dhava) der Lakshmi, der Göttin des Reichtums und des Wohlstands. Als Lakshmipathi ist er verheiratet mit Ma (oder Mahalakshmi), der Mutter des Universums. Madhava trägt auch die Bezeichnung Jnanadhipathi und kann nur durch Madhu-vidya erkannt werden (wobei Ma Wissen oder Erkenntnis bedeutet). Der Name Madhava erklärt sich auch durch seine Zugehörigkeit zum Stamm der Madhu (bzw. Yadu). Ferner ist Madhava der Herr des Brahma Vidya und ist seinerseits in Besitz sämtlicher Attribute der Göttin des Reichtums. Er ist Quell und Verteiler von liebevoller Anmut (Ananda). Er besitzt schwarze Hautfarbe und sein Element ist das Feuer bzw. das Licht (Vahni). Der Name seiner Ehefrau lautet auch Kamala.

### Govinda
Govinda ist der urerste Herr und die Ursache aller Ursachen. Die Anordnung seiner Attribute ist Keule, Lotusblume, Feuerrad und Schneckenhorn. Sein Name leitet sich von go (Kuh, Rind) und vinda (Beschützer) ab, er ist somit der Beschützer der Kühe und im weiteren Sinne der Erde und der Veden. Govinda belebt die Sinne. Ihm gehört Golokadhama, das Reich Golokas, und er ist der höchste Spender von Anmut, Glück und Seligkeit. Govinda beschützt und erhält das Universum, dessen Energiequelle er darstellt. Auch die Energie der Sonne, die unsere Welt mit Licht erfüllt, geht von ihm aus. Seine Gemahlin ist Padma, seine Hautfarbe ist Kristallweiß und sein Element ist das Wasser (Apa).